# Echthromorpha plagiata
Echthromorpha plagiata là một loài tò vò trong họ Ichneumonidae.